# Don't Wanna Lose You (Lionel Richie)
Don't Wanna Lose You is een nummer van de Amerikaanse zanger Lionel Richie uit 1996. Het is de eerste single van zijn vierde soloalbum Louder Than Words.
Het nummer betekende de comeback van Lionel Richie na een muzikale afwezigheid van vier jaar. "Don't Wanna Lose You" is een soul-ballad waarin de ik-figuur, die problemen heeft met zijn geliefde, smeekt dat zij hem niet in de steek laat. Het nummer werd in diverse landen een klein hitje. In de Amerikaanse Billboard Hot 100 werd een bescheiden 39e positie gehaald, terwijl het in de Nederlandse Top 40 een plekje hoger kwam.